# 1990年9月逝世人物列表
1990年逝世人物列表：1月 - 2月 - 3月 - 4月 - 5月 - 6月 - 7月 - 8月 - 9月 - 10月 - 11月 - 12月
1990年9月逝世人物列表，是用於匯總1990年9月期間逝世人物的列表。

## 依日期排序

### 1日
- 巴斯特·亞當斯，75歲，美國棒球運動員，心力衰竭。[1]
- 阿法纳西·别洛博罗多夫，87歲，蘇聯將軍。
- 阿諾爾多·加巴爾東，81歲，委內瑞拉醫生和政治家。
- 盖尔·哈德格里姆松，64歲，冰島政治家，總理（1974-1978）。
- 斯特凡·克利斯蒂安松，66歲，冰島冬奧會滑雪運動員（1952年、1956年）。[2]
- 亞歷克斯·萊文斯基，80歲，美國出生的加拿大冰球運動員。[3]
- 埃德溫·賴肖爾，79歲，美國外交官，丙型肝炎患者。[4]
- 德爾維什·蘇希奇，65歲，南斯拉夫作家。

### 2日
- 約翰·鮑比，83歲，英國心理學家。[5]
- 薩里·比羅，83歲，匈牙利鋼琴家。[6]
- 羅伯特·福爾摩斯·考特，53歲，南非出生的澳大利亞商人，心臟病發作。
- 馬庫斯·坎利夫，68歲，英國學者。[7]
- 埃裡希·赫爾克，84歲，德國冰球運動員。[8]
- Jože Javoršek，69歲，南斯拉夫和斯洛維尼亞劇作家、作家、詩人和散文家。
- 羅伯特·弗朗西斯·喬伊斯，93歲，美國羅馬天主教主教。
- 萊昂·范霍夫，66歲，比利時物理學家。[9]

### 3日
- 斯拉瓦·阿米拉戈夫，64歲，蘇聯奧運賽艇運動員（1952年，1956年）。[10]
- 馬歇爾·布裡奇斯，59歲，美國棒球運動員，癌症。[11]
- 米奇斯瓦夫·福格，89歲，波蘭歌手。
- 貝蒂·格拉曼，67歲，美國豎琴手。
- 伊莉莎白·道格拉斯-霍姆，80歲，英國社交名流，首相配偶（1963-1964）。
- 尤金·馬丁諾夫，42歲，蘇聯歌手，心力衰竭。
- 王禎和，49歲，臺灣作家。[12]
- 陈田，67岁，马来西亚政治人物，马来亚共产党中央委员。

### 4日
- 伊格納西奧·路易士·阿卡亞，78歲，委內瑞拉律師和政治家。
- 勞倫斯·A·克雷明，64歲，美國教育歷史學家，心臟病發作。[13]
- 艾琳·邓恩，91歲，美國女演員，心肌癱瘓，心臟病發作。[14]
- Turan Dursun，55-56歲，土耳其作家和伊斯蘭教批評家，被槍殺。
- Alceo Lipizer，69歲，義大利足球運動員。[15]
- 奧爾登·惠特曼，76歲，美國記者，中風。[16]

### 5日
- 艾倫·亞當斯，44歲，蘇格蘭政治家，腦溢血。
- Beppo Brem，84歲，西德演員，肺癌。[17]
- 卡拉登男爵曉治·富特，82歲，英國殖民地行政長官。[18]
- 亞歷山德羅·西塞里，58歲，義大利奧運會射擊運動員（1956年）。[19]
- 羅德里克·阿爾弗雷德·格雷戈里，76歲，英國生理學家。
- 傑克·希爾德亞德，82歲，英國電影攝影師
- 格雷厄姆·霍夫，82歲，英國文學評論家。[20]
- 傑里·艾格，87歲，美國漫畫家[21]
- 伊萬·米哈伊洛夫，94歲，南斯拉夫和保加利亞革命者。
- 卡爾-海因茨·彼得斯，87歲，德國電影演員。
- 弗蘭克·瓦爾德曼，71歲，美國編劇。[22]

### 6日
- Madaram Brahma，87歲，印度詩人和劇作家。
- Issan Dorsey，57歲，美國Sōtō禪僧和老師，愛滋病相關併發症。[23]
- 湯姆·福格蒂，48歲，美國吉他手
- 弗朗西斯科·埃彭斯·赫爾格拉斯，77歲，墨西哥藝術家。
- 傑克豪威爾斯，77歲，威爾士電影製片人。[24]
- Len Hutton，74歲，英國板球運動員，心臟手術併發症。[25]
- 貝尼亞米諾·馬吉奧，83歲，義大利演員。
- 中野英治，85歲，日本演員，胃癌。
- Elias Nakhleh，76-77歲，以色列政治家。
- 赫伯特·斯皮格爾伯格，86歲，德裔美國哲學家，白血病患者。[26]
- 費爾南多·瓦倫蒂，63歲，美國大鍵琴演奏家，心臟病發作。[27]

### 7日
- 熱那亞公爵菲利貝托王子，95歲，義大利皇室成員。
- 阿赫蒂·卡尔亚莱宁，67歲，芬蘭政治家，總理（1962-1963，1970-1971），胰腺癌。
- 厄爾·E·派特裡奇，90歲，美國將軍。[28]
- Clärenore Stinnes，89歲，德國賽車手。[29]
- A·J·P·泰勒，84歲，英國歷史學家，帕金森病。[30]

### 8日
- 古斯塔夫·格哈特，68歲，奧地利足球運動員。
- 喬·格裡森，95歲，美國棒球運動員。[31]
- 凱薩琳·高夫，65歲，英國人類學家，癌症。[32]
- 迪米塔爾·穆塔夫切耶夫，87歲，保加利亞足球運動員。[33]
- 斯文·羅森達爾，77歲，瑞典記者、小說家和短篇小說作家。[34]
- 鮑裡斯·特寧，85歲，蘇聯演員。
- 鄧尼斯·沃特金斯-皮奇福德，85歲，英國兒童作家和插畫家。

### 9日
- 陳存仁
- 尼古拉·阿巴尼亞諾，89歲，義大利哲學家。[35]
- 莫莉·阿黛爾，85歲，英國女演員。
- 路易士·阿瓦德，75歲，埃及知識份子和作家。[36]
- 道克·克拉默，85歲，美國棒球運動員。[37]
- 塞缪尔·多伊，39歲，利比里亞政治家，總統（自1986年起），酷刑謀殺。[38]
- 亞歷山大·門，55歲，蘇聯神學家，被謀殺。[39]
- 喬治·西姆，75歲，蘇格蘭曲棍球運動員。
- 阿納托利·索夫羅諾夫，79歲，蘇聯作家。
- Rimantas Stankevičius，46歲，蘇聯宇航員和飛行員，飛機失事。
- 休·萨瑟兰，83歲，加拿大冰球運動員。[40]

### 10日
- 查理斯·科爾曼，43歲，美國被定罪的殺人犯，被注射死刑。
- Catharose de Petri，88歲，荷蘭神秘主義者和精神領袖。
- 斯文德·馬德森，93歲，丹麥體操運動員和奧運冠軍。[41]
- 恩斯特-威廉·莫德羅，82歲，二戰期間的德國飛行王牌。
- 佐爾坦·羅茲尼亞，64歲，匈牙利指揮家，心臟病發作。[42]

### 11日
- 蔡暢，中國婦女運動領袖，第四、五屆全國人民代表大會常務委員會副委員長，全國婦聯名譽主席。
- 卡尔·恩吉施，德國法學家。
- F.F.布魯斯，80歲，蘇格蘭聖經學者。[43]
- Myrna Chang，40歲，瓜地馬拉人類學家
- 拜倫·埃比，85歲，美式足球運動員。[44]
- 朱利葉斯·雅各森，75歲，丹麥作曲家。
- Iris von Roten-Meyer，73歲，瑞士記者，自殺。[45]

### 12日
- Irena Eichlerówna，82歲，波蘭女演員。[46]
- 伊維卡·庫爾蒂尼，68歲，南斯拉夫奧運會水球運動員（1948年，1952年）。[47]
- 南希·萊爾斯，52歲，美國政治家，癌症患者。
- 雅典娜·塞勒，101歲，英國女演員。[48]
- 查理斯·沃克，50歲，美國被定罪的殺人犯，注射死刑。

### 13日
- 阿達·赫斯特德·安德森，92歲，丹麥裔美國珠寶商、銀匠和金屬匠。
- 喬治·哈迪，78歲，加拿大裔美國勞工領袖，呼吸衰竭。[49]
- 瑪麗亞·曼內斯，85歲，美國作家和評論家。[50]
- 吉安卡洛·帕傑塔，79歲，義大利政治家。[51]
- 撒母耳·斯特拉頓，73歲，美國政治家，美國眾議院議員（1959-1989）。[52]
- 方明，中華人民共和國政治人物

### 14日
- Nazrul Islam Babu，41歲，孟加拉國作詞家。
- Wim De Craene，40歲，比利時歌手，吸毒過量自殺。[53]
- Varananda Dhavaj，70歲，泰國皇室成員。
- 列昂尼德·伊萬諾夫，69歲，蘇聯足球運動員。[54]
- Lotus Long，81歲，美國女演員。

### 15日
- 土門拳，80歲，日本攝影師。[55]
- 瓦倫丁·菲拉季耶夫，60歲，蘇聯宇航員。
- 大衛·萊斯特，74歲，美國生物化學家。[56]
- Max Schäfer，83歲，德國足球運動員。
- 傑拉德·維爾德坎普，69歲，荷蘭政治家。

### 16日
- 詹姆斯·法蘭西斯·卡尼，75歲，加拿大羅馬天主教主教，癌症。
- 赫蘇斯·埃瓦裡斯托·卡薩里戈，76歲，西班牙作家和出版商。[57]
- 史蒂夫·康多斯，71歲，美國踢踏舞者，心臟病發作。[58]
- 谢苗·库尔科特金，73歲，蘇聯將軍。[59]
- 奧斯卡里諾·科斯塔·席爾瓦，83歲，巴西足球運動員。
- 哈羅德·佩林，74歲，英國橄欖球運動員。
- 約翰·斯坦頓，88歲，美式橄欖球運動員和商人。[60]
- 羅恩·威斯納爾，75歲，澳大利亞政治家。

### 17日
- Lucien Barrière，67歲，法國商人，心臟驟停。[61]
- 奧利弗·巴特沃斯，75歲，美國作家，癌症。[62]
- J.F.蓋茨克拉克，85歲，加拿大裔美國昆蟲學家。[63]
- 傑基·考克斯，78-79歲，蘇格蘭足球運動員。[64]
- 珍妮特·希爾·戈登，75歲，美國政治家。[65]
- Angelo Schiavio，84歲，義大利足球運動員。[66]
- 洛雷塔·克萊門斯·圖珀，84歲，美國女演員和歌手。

### 18日
- 久洛·迪西，71歲，匈牙利政治家和法學家。
- 理查德·艾瑞克·霍爾特姆，95歲，英國植物學家。
- 馬爾詹·羅札克，59歲，南斯拉夫作家。[67]
- 埃德·萨多夫斯基，73歲，美國籃球運動員，癌症。[68]
- 沃爾特·湯普森·威爾福德，74歲，英國物理學家。

### 19日
- 維爾納·楊森，91歲，美國指揮家。[69]
- Donal Keenan，71歲，愛爾蘭蓋爾語遊戲管理員。
- 艾倫·麥金農，73歲，加拿大政治家，癌症。
- 伊恩·莫爾，58歲，澳大利亞橄欖球運動員。
- Hermes Pan，80歲，美國舞蹈家和編舞家。[70]
- 沃爾特·塔克，91歲，加拿大政治家。

### 20日
- Rosa Balistreri，63歲，義大利歌手。[71]
- 齊格弗里德·貝倫德，56歲，德國古典吉他手和作曲家。[72]
- 克勞德·科萊特，61歲，法國賽車手。[73]
- 迪克·吉塞爾曼，82歲，美國棒球運動員。[74]
- Lucien Konter，65歲，盧森堡足球運動員。[75]
- 湯瑪斯·麥格拉思，73歲，美國詩人和編劇。[76]
- Attilio Micheluzzi，60歲，義大利漫畫家。
- 傑基·莫蘭，67歲，美國演員，肺癌。[77]
- 埃德·羅布內特，70歲，美式足球運動員。[78]
- 羅伯特·羅代爾，60歲，美國出版業高管，交通事故。[79]

### 21日
- 雅克-洛朗·博斯特，74歲，法國記者，癌症。[80]
- 薩姆納·蓋切爾，83歲，美國演員。
- 弗蘭斯·赫爾曼，63歲，比利時奧運亞軍（1952年）。[81]
- 塔基斯·卡內洛普洛斯，56歲，希臘電影製片人，心臟病發作。
- 亞歷山大·康斯坦丁諾波爾斯基，80歲，蘇聯棋手。
- 羅薩里奧·利瓦蒂諾，37歲，義大利地方法官，被謀殺。[82]
- Tufail Niazi，73-74歲，巴基斯坦歌手。
- 查理斯·卡爾文·羅傑斯，61歲，美國陸軍士兵，榮譽勳章獲得者，前列腺癌。
- 羅伯特·桑代克，79歲，美國心理學家，心力衰竭。[83]
- 徐向前，88歲，中國將軍。[84]

### 22日
- 拉吉·巴哈杜爾，78歲，印度政治家。
- 約翰·A·丹納赫，91歲，美國政治家，美國參議院議員（1939-1945）。[85]
- 邁克爾·斯旺，70歲，英國微生物學家。[86]
- Len Szafaryn，62歲，美國橄欖球運動員。[87]

### 23日
- 希利亞德·拜爾斯坦，82歲，加拿大政治家。
- 威廉·詹姆斯·布勞頓，77歲，紐西蘭騎師。[88]
- 哈裡·Z·艾薩克斯，86歲，美國商人。
- 拉斯洛·拉達尼，76歲，匈牙利耶穌會士，中國觀察家和作家。[89]

### 24日
- 姜俊鎬，62歲，韓國拳擊手，奧運獎牌得主。[90]
- 茲拉塔·科拉裡奇-基蘇爾，95歲，南斯拉夫作家。
- 拉迪斯拉斯·斯密德，75歲，匈牙利裔法國足球運動員。[91]
- 約翰尼·韋茨，92歲，美國棒球運動員。[92]

### 25日
- 威爾弗雷德·伯恩斯，73歲，英國電影配樂作曲家。[93]
- Stellio Lorenzi，69歲，法國編劇，癌症。[94]
- 弗蘭克·林奇-斯湯頓，85歲，加拿大政治家，中風。
- Sabyasachi Mukharji，63歲，印度法官兼首席大法官，心臟病發作。
- Kaharuddin Nasution，65歲，印尼政治家。
- 普拉富拉·錢德拉·森，93歲，印度政治家。
- 朱塞佩·瓦萊，86歲，義大利奧運會水球運動員（1924年）。[95]
- 維耶科斯拉夫·弗蘭契奇，86歲，克羅埃西亞政治家。[96]

### 26日
- 海勒姆·阿巴斯，57-58歲，土耳其情報官員，被謀殺。
- 洛薩·考拉茲，80歲，德國數學家，心臟病發作。[97]
- 阿尔贝托·莫拉维亚，82歲，義大利小說家。[98]
- 佐基，83歲，緬甸詩人、作家和學者。

### 27日
- 約翰·阿爾丹·艾茲爾伍德，95歲，英國士兵。
- Marie-Thérèse Auffray，77歲，法國畫家。[99]
- 馬特維·布蘭特，87歲，蘇聯作曲家（“喀秋莎”）。
- Carlos Guichandut，75歲，阿根廷歌手。[100]
- 西摩·諾克斯二世，92歲，美國學者。[101]
- 瑪麗亞·奧古斯蒂娜·里瓦斯·洛佩斯，70歲，秘魯宗教姐妹，被槍殺。

### 28日
- 羅伊·弗朗西斯·阿德金斯，42歲，英國黑幫，被槍殺。
- Zia Mohiuddin Dagar，61歲，印度音樂家。[102]
- 丹·達文，77歲，英國作家。[103]
- 雷·亨德里克，61歲，美國賽車手，癌症。
- 萊寧根的卡爾王子，62歲，德國貴族。
- 拉里·奥布赖恩，73歲，美國政治家和NBA專員，癌症。[104]
- 威利·施羅德，78歲，德國鐵餅運動員和奧運選手。[105]

### 29日
- 斯科特·巴特利特，46-47歲，美國藝術家，器官移植併發症。[106]
- 雅克·布拉斯，41歲，法國自行車賽車手。[107]
- 拉斐爾·福爾尼，84歲，瑞士羅馬天主教主教，交通事故。
- 勞倫斯·卡沙，56歲，美國劇作家，愛滋病。[108]
- 弗雷迪·科爾曼，72歲，美國音樂家，癌症。[109]
- David Park，54-55歲，英國計算機科學家。[110]
- 派翠克·蒂爾尼，86歲，愛爾蘭政治家。

### 30日
- 阿列克谢·切皮奇卡，80歲，捷克斯洛伐克政治家。
- W.F.R. Hardie，88歲，蘇格蘭哲學家。
- 魯道夫·揚，83歲，德國政治家。
- 蜜雪兒·萊裡斯，89歲，法國作家，心臟病發作。[111]
- 羅伯·莫羅索，22歲，美國賽車手，交通事故。[112]
- Shankar Nag，35歲，印度演員和電影製片人，交通事故。
- 菲爾·拿破侖，89歲，早期爵士小號手和樂隊領隊。[113]
- 愛麗絲·帕裡索，60歲，波蘭裔加拿大作家，癌症。[114]
- 內爾斯·波特，79歲，美國棒球運動員。[115]
- 露絲·切尼·斯特裡特，94歲，美國海軍陸戰隊中校，心力衰竭。[116]
- 派翠克·懷特，78歲，英裔澳大利亞作家，諾貝爾獎獲得者（1973年）。[117]
- 齊格蒙特·津特爾，79歲，波蘭演員。